# Maurice Schoemaker
Maurice Schoemaker, né le 27 décembre 1890 à Anderlecht et mort le 24 août 1964 à Etterbeek, est un compositeur belge. Certaines œuvres de sa main portent le pseudonyme Wil Saer.

## Biographie
Maurice Schoemaker commence sa carrière en tant que compositeur autodidacte, mais a ensuite étudié avec Theo Ysaye (harmonie), Michel Brusselmans (contrepoint), Martin Lunssens (fugue) et Paul Gilson (orchestration et composition). Schoemaker dirigea également l'orchestre du zoo d'Anvers à partir de 1925 et occupa un poste important à la SABAM.
À l'occasion du 60e anniversaire de Paul Gilson, Schoemaker fonde Les Synthétistes, un groupe de compositeurs belges progressistes composé d'anciens élèves de Gilson. Ses confrères étaient René Bernier, Francis de Bourguignon, Gaston Brenta, Théo De Joncker, Robert Otlet, Marcel Poot et Jules Strens.
Schoemaker a principalement écrit de la musique tonale avec une préférence pour les formes classiques et le lyrisme romantique. Il a rassemblé une liste variée d’œuvres contenant des pièces symphoniques, des chansons, des opéras, des pièces pour piano, de la musique de chambre, de la musique sacrée, de la musique chorale et des pièces radiophoniques. Son œuvre la plus célèbre est Vuurwerk (également connu sous le nom de Feu d'Artifice ou Fireworks ) (1922), qui est un poème symphonique.